# 阿莱格里亚
阿莱格里亚是巴西南大河州的一个市镇。总面积172.686平方公里，总人口4789人，人口密度27.7人/平方公里。